# رابرت ژانجرارد
رابرت ژانجرارد (انگلیسی: Robert Jeangerard; ۲۰ ژوئن ۱۹۳۳ – ۵ ژوئیهٔ ۲۰۱۴) بازیکن بسکتبال اهل ایالات متحده آمریکا بود.
وی در مسابقات کشوری و بین‌المللی در مجموع برندهٔ ۲ مدال طلا شده‌است.